# František Polák
František Polák (27. prosince 1889, Hostomice – říjen 1971, Coxsackie stát New York, USA) byl hrdina I., II. i III. odboje.

## Životopis
Po účasti v československých legiích v Rusku se za první republiky živil jako komunistický advokát. Se stranou se rozešel po V. sjezdu KSČ v roce 1929, kdy do čela strany nastoupil Klement Gottwald. V roce 1939 odešel do Polska. Dne 3. listopadu 1939 bylo v sovětském zajetí zahájeno jeho stíhání za protisovětskou činnost. Byl odsouzen k 8 letům žaláře. Dne 17. ledna 1942 byl propuštěn na základě československo-sovětské dohody o amnestii pro čs. občany.
Na konci roku 1942 byl opět odsouzen za protisovětskou činnost, tentokrát k 5 letům nucených prací v gulagu. Propuštěn byl 5. prosince 1947. V září 1948 emigroval do západního Německa, kde seznámil světovou veřejnost se sovětskými tábory nucené práce. V dubnu 1951 se odstěhoval do USA. V roce 1953 žaloval SSSR a jeho satelity za nucenou práci. Výsledkem bylo, že OSN odsoudila používání nucené práce.

## Dílo
1. Dělnická kontrola a správa závodní v sovětském Rusku. Komunist. naklad., Praha 1921
2. Socialisace průmyslové výroby. Rudý odborář, Praha 1924
3. Dělnické právo sovětského Ruska. Čin, Praha 1925
4. K otázce novelisace zákona o závodních výborech. Celostátní dělnický výbor, říš. ústředna záv. výb. a rad, Praha 1926
5. Sociální politika Československa. v. n., 1927
6. Pravda o vězeních sovětského Ruska. Ústředí Mezinárodní rudé pomoci, Praha 1927 Archivováno 4. 3. 2016 na Wayback Machine.
7. Obhajoba proletáře. Praktická příručka pro aktivní příslušníky proletářského třídního hnutí. Ústředí Mezinár. Rudé pomoci v Československu, Praha 1929
8. Dělnické právo československé. v. n., Praha 1931
9. Pracovní soudnictví. Obchodní družstvo českých knihkupců, Praha s. d.
10. Kolektivní smlouvy. E. Beaufort, Praha 1938
11. Masarykovy legie v boji proti Sovětům. Independence publishing Corporation, New York 1957, 96 pp.[nedostupný zdroj]
12. Cestou ze sovětského koncentráku. New York 1959 , ,  a
13. Jak žili a umírali sovětští otroci. New York 1960
14. Sibiřská anabase a čsl. legie. New York 1961
15. Sedm let v Gulagu. Vzpomínky pražského advokáta na sovětské pracovní tábory. Adam Hradilek, Zdeněk Vališ (eds.). ÚSTR, Praha 2015, ISBN 978-80-87912-25-6

## Ocenění
V roce 2014 mu byla udělena Cena Václava Bendy (in memoriam).